# Princezna z cukrárny
Princezna z cukrárny (v anglickém originále The Princess Switch) je americký vánoční romantický komediální film z roku 2018. Režie se ujal Mike Rohl a scénáře Robin Bernheim a Megan Metzger. Hlavní role hrají Vanessa Hudgens, Sam Palladio a Nick Sagar. 

## Obsazení
- Vanessa Hudgens jako Margaret Delacourt, vévodkyně z Montenara / Stacy DeNovo, cukrářka
- Sam Palladio jako princ Edward Belgrávský
- Nick Sagar jako Kevin Richards
- Mark Fleischmann jako Frank De Luca
- Suanne Braun jako paní Donatelliová
- Alexa Adeosun jako Olivia Richards
- Sara Stewart jako královna Caroline Belgrávska
- Pavel Douglas jako král George Belgrávsky
- Amy Griffith jako Brianna Michaels
- Robin Soans jako laskavý starý muž

## Produkce
V červnu roku 2018 bylo oznámeno, že Vanessa Hudgens a Sam Palladio si zahrají ve filmu Netflixu The Princess Switch.
Natáčení skončilo v červnu 2018. Většina filmu byla natočena ve městě Carei v Rumunsku.

## Vydání
Film měl premiéru dne 16. listopadu 2018 na Netflixu. 